# علی قربانی (بازیکن فوتبال، زاده ۱۳۵۸)
علی قربانی (زاده ‎۱ آذر ۱۳۵۹) بازیکن سابق تیم ملی (مقام سوم بازی های کشورهای اسلامی عربستان) و مربی فوتبال اهل ایران است.